# Saint-Jean-d'Angle

Saint-Jean-d'Angle este o comună în departamentul Charente-Maritime, Franța. În 1 ianuarie 2022 avea o populație de 698 de locuitori.